# Juan Carlos Cuminetti
Juan Carlos Cuminetti (Rosario, 27 maggio 1967) è un ex pallavolista argentino naturalizzato italiano, di ruolo opposto.
È il fratello minore di Alcides, anche lui pallavolista.

## Carriera
L'esordio avviene in Argentina nel Normal Tres Rosario, ma già la stagione successiva si trasferisce in Italia alla Zinella Bologna. Dopo una stagione, si prende una pausa dalla pallavolo a causa di un incidente stradale. Riprende l'attività nella stagione 1990-91 alla Lupi Santa Croce, passando poi, l'anno dopo, al Prato. Nella stagione 1992-93 gioca per la Virtus Fano.
Nel 1993 viene ingaggiato dalla Daytona; con la squadra emiliana vince due campionati italiani, quattro Coppe Italia, una Supercoppa italiana, tre Coppe dei Campioni, una Coppa delle Coppe e una Supercoppa europea. Nella stagione 2000-01 si trasferisce alla 4 Torri Ferrara rimanendoci per due stagioni, per poi passare al Perugia.
Nella stagione 2004-05 gioca per la Taranto, passando poi, la stagione seguente, al Trentino. Nella stagione successiva ritorna a Ferrara, prima di chiudere la carriera in Serie B1, nel Molfetta.
Alla fine del 2007 vince il Campionato europeo Veterans nella categoria "Over 40", giocando insieme ad Andrea Zorzi, Andrea Lucchetta, Luca Cantagalli, Marco Bracci, Claudio Galli, Fabio Vullo e ad altri membri della cosiddetta "Generazione di fenomeni".

## Palmarès

### Club
- Campionato italiano: 2

1994-95, 1996-97
- Coppa Italia: 4

1993-94, 1994-95, 1996-97, 1997-98
- Supercoppa italiana: 1

1997
- Coppa dei Campioni: 3

1995-96, 1996-97, 1997-98
- Coppa delle Coppe: 1

1994-95
- Supercoppa europea: 1

1995

### Nazionale (competizioni minori)
- Coppa America 1998
- Campionato europeo Veterans 2007

### Premi individuali
- 1988 - Premio Olimpia de Plata: Pallavolista argentino dell'anno, premio in comune con la nazionale argentina
- 1998 - Coppa America: Miglior realizzatore